# Pânico satânico

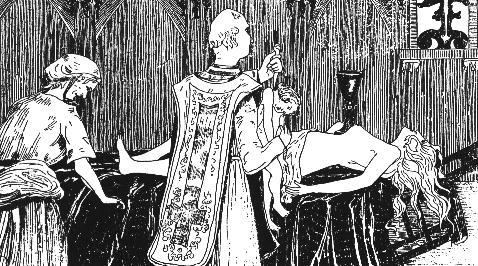
Gravura por Henry de Malvost no livro Le Satanisme et la Magie por Jules Bois que descreve uma Missa Negra no Caso dos Venenos com o assassinato ritual de uma criança perpetrado por Étienne Guibourg no corpo de Madame de Montespan, na presença de La Voisin — parte de um pânico moral antes da profanação religiosa e cerimônias satânicas que foi um precursor para o pânico moral do abuso de ritual satânico

O Pânico satânico é um pânico moral envolvendo acusações infundadas de abuso em ritual satânico (em inglês: satanic ritual abuse; lit. "abuso em ritual satânico" — SRA, às vezes conhecido como ritual de abuso satânico, abuso ritualístico, abuso organizado, ritual de abuso sádico e outras variantes) que se originou nos Estados Unidos na década de 1980, espalhando-se por todo o país e, finalmente, para muitas partes do mundo, depois diminuindo em sua maioria no final de 1990. Alegações de abusos por rituais satânicos envolveram relatos de abuso físico e abuso sexual de pessoas no contexto de rituais de ocultismo ou satânicos. Em sua forma mais extrema, o pânico satânico envolvia numa suposta conspiração mundial envolvendo os ricos e poderosos da elite mundial no qual crianças eram raptadas ou criadas para sacrifícios humanos, pornografia e prostituição.
Praticamente todos os aspectos de abusos por rituais satânicos foram controversos, incluindo a sua definição, a fonte das alegações e sua comprovação, depoimentos de supostas vítimas e casos judiciais envolvendo as acusações e investigações criminais. O pânico afetou advogados, terapeutas e manipulação de alegações de assistentes sociais de abuso sexual de crianças. As denúncias inicialmente reuniram grupos amplamente diferentes, incluindo os fundamentalistas religiosos, investigadores de polícia, defensores da criança, terapeutas e clientes em psicoterapia. O movimento gradualmente perdeu os elementos religiosos e secularizou, abandonando ou depreciando os aspectos “satânicos” das alegações em favor de nomes que eram menos abertamente religiosos, como "sádico", ou simplesmente "ritual de abuso" e tornou-se mais associado com transtorno dissociativo de identidade e teorias da conspiração contra o governo.
O pânico foi influenciado em grande parte pelo testemunho de crianças e adultos que eram obtidos utilizando técnicas terapêuticas e de interrogatório consideradas atualmente desacreditadas. A publicidade inicial foi gerada pela autobiografia agora desacreditada Michelle Remembers (1980), onde o psiquiatra canadense Lawrence Pazder e sua paciente (e futura esposa), Michelle Smith, que usaram a controversa e agora desacreditada prática da terapia de recuperação de memória para fazer alegações sobre abuso ritual satânico envolvendo Smith, e sustentada e popularizada ao longo da década pelo Caso McMartin. Depoimentos, listas de sintomas, rumores e técnicas para investigar ou descobrir memórias de abusos de rituais satânicos eram divulgados através de conferências profissionais, populares e religiosas, bem como através da atenção de talk shows, sustentando e difundindo ainda mais o pânico moral em todos os Estados Unidos e além.
Em alguns casos, as alegações resultaram em julgamentos criminais com resultados variados; depois de sete anos no tribunal, o julgamento de McMartin resultou na ausência de condenações para qualquer dos acusados, enquanto outros casos resultaram em sentenças longas, algumas das quais foram posteriormente revertidas. O interesse acadêmico no tópico lentamente construído acabou resultando na conclusão de que o fenômeno era um pânico moral, com pouca ou nenhuma validade além da paranoia.
As investigações oficiais não produziram evidências de conspirações generalizadas ou de chacinas de milhares; apenas um pequeno número de crimes verificados até mesmo ter semelhanças remotas para contos de abusos em rituais satânicos. Na segunda metade da década de 1990 o interesse pelos abusos por rituais satânicos diminuiu e o ceticismo tornou-se a posição normal, com poucos pesquisadores dando qualquer credibilidade à existência de abusos por rituais satânicos. Um artigo de 1994 no New York Times declarou que: "Das mais de 12.000 acusações documentadas em todo o país, a polícia não conseguiu comprovar nenhuma alegação de abuso de seita organizada".